# Ліга чемпіонів УЄФА 2016—2017
Ліга чемпіонів УЄФА 2016–2017 — 62-й турнір між найкращими клубами європейських країн і 25-й в теперішньому форматі. Фінал відбувся на стадіоні «Мілленіум» у Кардіффі, Уельс. Іспанський клуб «Реал Мадрид» у фіналі з рахунком 4:1 переміг італійський «Ювентус».

## Розподіл асоціацій
У Лізі чемпіонів 2016–2017 брали участь 78 команд з 53 асоціацій, що входять до УЄФА (Ліхтенштейн не проводить власний чемпіонат). Асоціації розподіляються по місцях згідно з їхнім рейтингом у таблиці коефіцієнтів УЄФА таким чином:
- Асоціації, що займають 1-3 місця, представлені чотирма командами
- Асоціації, що займають 4-6 місця, представлені трьома командами
- Асоціації, що займають 7-15 місця, представлені двома командами
- Асоціації, що займають 16-54 місця, представлені однією командою (окрім Ліхтенштейну)
- Переможці Ліги чемпіонів УЄФА та Ліги Європи УЄФА сезону 2015—2016 отримають додаткове місце, якщо вони не завоюють права виступу в Лізі чемпіонів УЄФА у змаганнях своєї асоціації.

### Рейтинг асоціацій
Для Ліги чемпіонів УЄФА 2016—2017, асоціації отримують квоти відповідно до їх коефіцієнтів у рейтингу країни УЄФА, який бере до уваги їхні здобутки в єврокубках з 2010—2011 по 2014—2015 років.
Позначення:
- (ЛЄ) – додаткова путівка через те, що переможець Ліги Європи потрапив до Ліги чемпіонів

| Рейтинг | Асоціація  | Коеф.  | К-ть команд |
| ------- | ---------- | ------ | ----------- |
| 1       | Іспанія    | 99.999 | 4+1 (ЛЄ)    |
| 2       | Англія     | 80.391 | 4           |
| 3       | Німеччина  | 79.415 | 4           |
| 4       | Італія     | 70.510 | 3           |
| 5       | Португалія | 61.382 | 3           |
| 6       | Франція    | 52.416 | 3           |
| 7       | Росія      | 50.498 | 2           |
| 8       | Україна    | 45.166 | 2           |
| 9       | Нідерланди | 40.979 | 2           |
| 10      | Бельгія    | 37.200 | 2           |
| 11      | Швейцарія  | 34.375 | 2           |
| 12      | Туреччина  | 32.600 | 2           |
| 13      | Греція     | 31.900 | 2           |
| 14      | Чехія      | 29.125 | 2           |
| 15      | Румунія    | 26.299 | 2           |
| 16      | Австрія    | 25.675 | 1           |
| 17      | Хорватія   | 23.500 | 1           |
| 18      | Кіпр       | 22.300 | 1           |

| Рейтинг | Асоціація   | Коеф.  | К-ть команд |
| ------- | ----------- | ------ | ----------- |
| 19      | Польща      | 21.500 | 1           |
| 20      | Ізраїль     | 21.000 | 1           |
| 21      | Білорусь    | 20.750 | 1           |
| 22      | Данія       | 19.800 | 1           |
| 23      | Шотландія   | 17.900 | 1           |
| 24      | Швеція      | 17.725 | 1           |
| 25      | Болгарія    | 16.750 | 1           |
| 26      | Норвегія    | 14.375 | 1           |
| 27      | Сербія      | 13.875 | 1           |
| 28      | Словенія    | 13.625 | 1           |
| 29      | Азербайджан | 12.500 | 1           |
| 30      | Словаччина  | 11.250 | 1           |
| 31      | Угорщина    | 11.000 | 1           |
| 32      | Казахстан   | 10.375 | 1           |
| 33      | Молдова     | 10.000 | 1           |
| 34      | Грузія      | 9.375  | 1           |
| 35      | Фінляндія   | 8.200  | 1           |
| 36      | Ісландія    | 8.000  | 1           |

| Рейтинг | Асоціація            | Коеф. | К-ть команд |
| ------- | -------------------- | ----- | ----------- |
| 37      | Боснія і Герцеговина | 7.500 | 1           |
| 38      | Ліхтенштейн          | 6.000 | 0           |
| 39      | Македонія            | 5.875 | 1           |
| 40      | Ірландія             | 5.750 | 1           |
| 41      | Чорногорія           | 5.625 | 1           |
| 42      | Албанія              | 5.375 | 1           |
| 43      | Люксембург           | 5.125 | 1           |
| 44      | Північна Ірландія    | 4.875 | 1           |
| 45      | Литва                | 4.500 | 1           |
| 46      | Латвія               | 4.250 | 1           |
| 47      | Мальта               | 4.208 | 1           |
| 48      | Естонія              | 3.500 | 1           |
| 49      | Фарерські острови    | 3.500 | 1           |
| 50      | Уельс                | 2.875 | 1           |
| 51      | Вірменія             | 2.750 | 1           |
| 52      | Андорра              | 0.833 | 1           |
| 53      | Сан-Марино           | 0.499 | 1           |
| 54      | Гібралтар            | 0.250 | 1           |
| 55      | Косово[KOS]          | 0.000 | 0           |

Примітка
1. ^ Косово стало членом УЄФА 3 травня 2016 року[5]. УЄФА вирішила, що чемпіон Косова зможе взяти участь у розіграші Ліги Чемпіонів 2016-17, починаючи з першого відбіркового раунду, якщо відповідатиме критеріям відповідно до статті 15 УЄФА з ліцензування клубів і фінансового Fair Play. Ця оцінка була проведена адміністрацією УЄФА до 31 травня 2016 року[6]

### Розподіл за раундами
Наведена нижче таблиця показує список квот за замовчуванням.
|                                           |                                           | Команди, що починають боротьбу з раунду | Команди, що вийшли з попереднього раунду                                                                      |
| ----------------------------------------- | ----------------------------------------- | --- | --- |
| Перший кваліфікаційний раунд (8 команд)   | Перший кваліфікаційний раунд (8 команд)   | - 8 чемпіонів з асоціацій 47-54 | |
| Другий кваліфікаційний раунд (34 команди) | Другий кваліфікаційний раунд (34 команди) | - 30 чемпіонів з асоціацій 16-46 (окрім Ліхтенштейну)                                                                                                  | - 4 переможці першого кваліфікаційного раунду                                                                 |
| Третій кваліфікаційний раунд              | Чемпіони (20 команд)                      | - 3 чемпіони з асоціацій 13-15 | - 17 переможців другого кваліфікаційного раунду                                                               |
| Третій кваліфікаційний раунд              | Нечемпіони (10 команд)                    | - 9 команд, що посіли другі місця в асоціаціях 7-15 - 1 команда, що посіла третє місце в асоціації 6                                                   | |
| Кваліфікаційний плей-оф                   | Чемпіони (10 команд)                      | | - 10 переможців третього кваліфікаційного раунду для чемпіонів                                                |
| Кваліфікаційний плей-оф                   | Нечемпіони (10 команд)                    | - 2 команди, що посіли треті місця у асоціаціях 4-5 - 3 команди, що посіли четверті місця у асоціаціях 1-3                                             | - 5 переможців третього кваліфікаційного раунду для нечемпіонів                                               |
| Груповий турнір (32 команди)              | Груповий турнір (32 команди)              | - Володар титулу - 12 чемпіонів з асоціацій 1-12 - 6 команд, що посіли другі місця у асоціаціях 1-6 - 3 команди, що посіли треті місця у асоціація 1-3 | - 5 переможців кваліфікаційного плей-оф для чемпіонів - 5 переможців кваліфікаційного плей-оф для нечемпіонів |
| Плей-оф (16 команд)                       | Плей-оф (16 команд)                       | | - 8 переможців груп з групового турніру - 8 команд, що посіли в групах другі місця                            |

### Список учасників
| Груповий турнір              | Груповий турнір           | Груповий турнір                | Груповий турнір           |
| ---------------------------- | ------------------------- | ------------------------------ | ------------------------- |
| Барселона (1-е)              | Баварія (Мюнхен) (1-е)    | Спортінг (Лісабон) (2-е)       | Брюгге (1-е)              |
| Реал Мадрид (2-е)            | Боруссія (Дортмунд) (2-е) | Парі Сен-Жермен (1-е)          | Базель (1-е)              |
| Атлетіко (3-є)               | Баєр 04 (3-є)             | Ліон (2-е)                     | Бешікташ (1-е)            |
| Лестер Сіті (1-е)            | Ювентус (1-е)             | ЦСКА (1-е)                     | Севілья (ЛЄ)              |
| Арсенал (2-е)                | Наполі (2-е)              | Динамо (1-е)                   |                           |
| Тоттенгем Готспур (3-є)      | Бенфіка (1-е)             | ПСВ (1-е)                      |                           |
| Кваліфікаційний плей-оф      |                           |                                |                           |
| Чемпіони                     | Нечемпіони                | Нечемпіони                     | Нечемпіони                |
|                              | Вільярреал (4-е)          | Боруссія (Менхенгладбах) (4-е) | Порту (3-є)               |
| Манчестер Сіті (4-е)         | Рома (3-є)                |                                |                           |
| Третій кваліфікаційний раунд |                           |                                |                           |
| Чемпіони                     | Нечемпіони                | Нечемпіони                     | Нечемпіони                |
| Олімпіакос (Пірей) (1-е)     | Монако (3-є)              | Андерлехт (2-е)                | Спарта (2-е)              |
| Вікторія (1-е)               | Ростов (2-е)              | Янг Бойз (2-е)                 | Стяуа (2-е)               |
| Астра (1-е)                  | Шахтар (2-е)              | Фенербахче (2-е)               |                           |
|                              | Аякс (2-е)                | ПАОК (2-е)                     |                           |
| Другий кваліфікаційний раунд |                           |                                |                           |
| Ред Булл (1-е)               | Норрчепінг (1-е)          | Астана (1-е)                   | Младост (1-е)             |
| Динамо (1-е)                 | Лудогорець (1-е)          | Шериф (1-е)                    | Партизані (2-е)[Прим ALB] |
| АПОЕЛ (1-е)                  | Русенборг (1-е)           | Динамо (Тбілісі) (1-е)         | Ф91 Дюделанж (1-е)        |
| Легія (1-е)                  | Црвена Звезда (1-е)       | СЯК (1-е)                      | Крузейдерс (1-е)          |
| Хапоель (Беер-Шева) (1-е)    | Олімпія (1-е)             | Гапнарфйордур (1-е)            | Жальгіріс (1-е)           |
| БАТЕ (1-е)                   | Карабах (1-е)             | Зриньські (1-е)                | Лієпая (1-е)              |
| Копенгаген (1-е)             | Тренчин (1-е)             | Вардар (1-е)                   |                           |
| Селтік (1-е)                 | Ференцварош (1-е)         | Дандолк (1-е)                  |                           |
| Перший кваліфікаційний раунд |                           |                                |                           |
| Валетта (1-е)                | Б36 Торсгавн (1-е)        | Алашкерт (1-е)                 | Тре Пенне (1-е)           |
| Флора (1-е)                  | Нью-Сейнтс (1-е)          | ФК Санта-Колома (1-е)          | Лінкольн (1-е)            |

Примітки
1. ^ Албанія (ALB): Скендербеу, переможець Чемпіонату Албанії з футболу 2015—2016, кваліфікувався до другого кваліфікаційного раунду, але був виключений з участі в єврокубках сезону 2016—2017 Органом УЄФА з Фінансового Контролю Клубів через договірні матчі.[11][12] Отже, путівка надана Партизані, що зайняв 2-е місце.

## Розклад матчів і жеребкувань
Всі жеребкування пройдуть у штаб-квартирі УЄФА в Ньйоні, Швейцарія, якщо не вказано інше.
| Фаза                    | Раунд                        | Жеребкування            | Перший матч                                      | Матч-відповідь                                   |
| ----------------------- | ---------------------------- | ----------------------- | ------------------------------------------------ | ------------------------------------------------ |
| Кваліфікація            | Перший кваліфікаційний раунд | 20 червня 2016          | 28-29 червня 2016                                | 5-6 липня 2016                                   |
| Кваліфікація            | Другий кваліфікаційний раунд | 20 червня 2016          | 12-13 липня 2016                                 | 19-20 липня 2016                                 |
| Кваліфікація            | Третій кваліфікаційний раунд | 15 липня 2016           | 26-27 липня 2016                                 | 2-3 серпня 2016                                  |
| Кваліфікаційний плей-оф | Раунд плей-оф                | 5 серпня 2016           | 16-17 серпня 2016                                | 23-24 серпня 2016                                |
| Груповий турнір         | Тур 1                        | 25 серпня 2016 (Монако) | 13-14 вересня 2016                               | 13-14 вересня 2016                               |
| Груповий турнір         | Тур 2                        | 25 серпня 2016 (Монако) | 27-28 вересня 2016                               | 27-28 вересня 2016                               |
| Груповий турнір         | Тур 3                        | 25 серпня 2016 (Монако) | 18-19 жовтня 2016                                | 18-19 жовтня 2016                                |
| Груповий турнір         | Тур 4                        | 25 серпня 2016 (Монако) | 1-2 листопада 2016                               | 1-2 листопада 2016                               |
| Груповий турнір         | Тур 5                        | 25 серпня 2016 (Монако) | 22-23 листопада 2016                             | 22-23 листопада 2016                             |
| Груповий турнір         | Тур 6                        | 25 серпня 2016 (Монако) | 6-7 грудня 2016                                  | 6-7 грудня 2016                                  |
| Плей-оф                 | 1/8                          | 12 грудня 2016          | 14-15 і 21-22 лютого 2017                        | 7-8 і 14-15 березня 2017                         |
| Плей-оф                 | Чвертьфінал                  | 17 березня 2017         | 11-12 квітня 2017                                | 18-19 квітня 2017                                |
| Плей-оф                 | Півфінал                     | 21 квітня 2017          | 2-3 травня 2017                                  | 9-10 травня 2017                                 |
| Плей-оф                 | Фінал                        | 21 квітня 2017          | 3 червня 2017 на стадіоні «Мілленіум» в Кардіффі | 3 червня 2017 на стадіоні «Мілленіум» в Кардіффі |

## Кваліфікація
У кваліфікаційних раундах і плей-оф команди розподіляються на сіяні та несіяні відповідно до їхнього рейтингу у таблиці коефіцієнтів УЄФА — 2016, за якими проводиться жеребкування, що розподіляє пари у двоматчевому протистоянні.

### Перший кваліфікаційний раунд
Жеребкування відбулося 20 червня 2016 року. Перші матчі відбулися 28 червня 2016 року, матчі-відповіді 5-6 липня 2016 року.
| Команда 1       | Заг.    | Команда 2    | 1-й матч | 2-й матч |
| --------------- | ------- | ------------ | -------- | -------- |
| Флора           | 2:3     | Лінкольн     | 2:1      | 0:2      |
| Нью-Сейнтс      | 5:1     | Тре Пенне    | 2:1      | 3:0      |
| Валетта         | 2:2 (ч) | Б36 Торсгавн | 1:0      | 1:2      |
| ФК Санта-Колома | 0:3     | Алашкерт     | 0:0      | 0:3      |

### Другий кваліфікаційний раунд
Жеребкування відбулося 20 червня 2016 року. Перші матчі відбулися 12-13 липня 2016 року, матчі-відповіді 19-20 липня 2016 року.
| Команда 1           | Заг.           | Команда 2     | 1-й матч | 2-й матч |
| ------------------- | -------------- | ------------- | -------- | -------- |
| Карабах             | 3:1            | Ф91 Дюделанж  | 2:0      | 1:1      |
| Хапоель (Беер-Шева) | 3:2            | Шериф         | 3:2      | 0:0      |
| Олімпія             | 6:6 (ч)        | Тренчин       | 3:4      | 3:2      |
| Ред Булл            | 3:0            | Лієпая        | 1:0      | 2:0      |
| Вардар              | 3:5            | Динамо        | 1:2      | 2:3      |
| Нью-Сейнтс          | 0:3            | АПОЕЛ         | 0:0      | 0:3      |
| Зриньські           | 1:3            | Легія         | 1:1      | 0:2      |
| Лудогорець          | 5:0            | Младост       | 2:0      | 3:0      |
| Динамо (Тбілісі)    | 3:1            | Алашкерт      | 2:0      | 1:1      |
| Жальгіріс           | 1:2            | Астана        | 0:0      | 1:2      |
| Партизані           | 2:2 (пен. 3:1) | Ференцварош   | 1:1      | 1:1      |
| БАТЕ                | 4:2            | СЯК           | 2:0      | 2:2      |
| Валетта             | 2:4            | Црвена Звезда | 1:2      | 1:2      |
| Русенборг           | 5:4            | Норрчепінг    | 3:1      | 2:3      |
| Дандолк             | 3:3 (ч)        | Гапнарфйордур | 1:1      | 2:2      |
| Лінкольн            | 1:3            | Селтік        | 1:0      | 0:3      |
| Крузейдерс          | 0:9            | Копенгаген    | 0:3      | 0:6      |

### Третій кваліфікаційний раунд
Жеребкування відбулося 15 липня 2016 року. Перші матчі відбулися 26-27 липня, матчі-відповіді 2-3 серпня 2016 року.
| Команда 1          | Заг.           | Команда 2           | 1-й матч | 2-й матч |          |
| Чемпіони           | Чемпіони       | Чемпіони            | Чемпіони | Чемпіони | Чемпіони |
| ------------------ | -------------- | ------------------- | -------- | -------- | -------- |
| Русенборг          | 2:4            | АПОЕЛ               | 2:1      | 0:3      |          |
| Динамо             | 3:0            | Динамо (Тбілісі)    | 2:0      | 1:0      |          |
| Олімпіакос (Пірей) | 0:1            | Хапоель (Беер-Шева) | 0:0      | 0:1      |          |
| Астана             | 2:3            | Селтік              | 1:1      | 1:2      |          |
| Тренчин            | 0:1            | Легія               | 0:1      | 0:0      |          |
| Вікторія           | 1:1 (ч)        | Карабах             | 0:0      | 1:1      |          |
| Астра              | 1:4            | Копенгаген          | 1:1      | 0:3      |          |
| БАТЕ               | 1:3            | Дандолк             | 1:0      | 0:3      |          |
| Лудогорець         | 6:4            | Црвена Звезда       | 2:2      | 4:2 (дч) |          |
| Партизані          | 0:3            | Ред Булл            | 0:1      | 0:2      |          |
| Нечемпіони         |                |                     |          |          |          |
| Аякс               | 3:2            | ПАОК                | 1:1      | 2:1      |          |
| Спарта             | 1:3            | Стяуа               | 1:1      | 0:2      |          |
| Шахтар             | 2:2 (пен. 2:4) | Янг Бойз            | 2:0      | 0:2      |          |
| Ростов             | 4:2            | Андерлехт           | 2:2      | 2:0      |          |
| Фенербахче         | 3:4            | Монако              | 2:1      | 1:3      |          |

## Раунд плей-оф
Жеребкування відбулося 5 серпня 2016 року. Перші матчі відбулися 16-17 серпня, матчі-відповіді 23-24 серпня 2016 року.
| Команда 1  | Заг.     | Команда 2              | 1-й матч | 2-й матч |
| Чемпіони   | Чемпіони | Чемпіони               | Чемпіони | Чемпіони |
| ---------- | -------- | ---------------------- | -------- | -------- |
| Лудогорець | 4:2      | Вікторія               | 2:0      | 2:2      |
| Селтік     | 5:4      | Хапоель (Беер-Шева)    | 5:2      | 0:2      |
| Копенгаген | 2:1      | АПОЕЛ                  | 1:0      | 1:1      |
| Дандолк    | 1:3      | Легія                  | 0:2      | 1:1      |
| Динамо     | 3:2      | Ред Булл               | 1:1      | 2:1 (дч) |
| Нечемпіони |          |                        |          |          |
| Стяуа      | 0:6      | Манчестер Сіті         | 0:5      | 0:1      |
| Порту      | 4:1      | Рома                   | 1:1      | 3:0      |
| Аякс       | 2:5      | Ростов                 | 1:1      | 1:4      |
| Янг Бойз   | 2:9      | Боруссія (Менхенгладб) | 1:3      | 1:6      |
| Вільярреал | 1:3      | Монако                 | 1:2      | 0:1      |

## Груповий етап
У груповому раунді беруть участь 32 команди: 22 команди, які одразу проходять в груповий етап та 10 переможців відбору (5 переможців шляху чемпіонів та 5 переможців шляху нечемпіонів).
32 команди будуть розподілені за клубним рейтингом УЄФА 2016. Володар трофею та чемпіони перших 7 за рейтингом асоціацій автоматично потрапляють у 1-й кошик. За допомогою жеребкування команди будуть розподілені на 8 груп по 4 команди у кожній. Команди з однієї асоціації не можуть бути в одній групі.
У кожній групі команди грають одна з одною по 2 матчі: вдома та на виїзді (по круговій системі). Команди, що посіли перше та друге місця виходять у плей-оф. Команди, що посіли треті місця вибувають до Ліги Європи УЄФА.

### Група A
| Команда         | І | В | Н | П | ЗМ | ПМ | РМ  | О  |
| --------------- | - | - | - | - | -- | -- | --- | -- |
| Арсенал         | 6 | 4 | 2 | 0 | 18 | 6  | +12 | 14 |
| Парі Сен-Жермен | 6 | 3 | 3 | 0 | 13 | 7  | +6  | 12 |
| Лудогорець      | 6 | 0 | 3 | 3 | 6  | 15 | −9  | 3  |
| Базель          | 6 | 0 | 2 | 4 | 3  | 12 | −9  | 2  |

|            | ПСЖ | АРС | БАЗ | ЛУД |
| ---------- | --- | --- | --- | --- |
| ПСЖ        | —   | 1-1 | 3-0 | 2-2 |
| Арсенал    | 2-2 | —   | 2-0 | 6-0 |
| Базель     | 1-2 | 1-4 | —   | 1-1 |
| Лудогорець | 1-3 | 2-3 | 0-0 | —   |

### Група B
| Команда  | І | В | Н | П | ЗМ | ПМ | РМ | О  |
| -------- | - | - | - | - | -- | -- | -- | -- |
| Наполі   | 6 | 3 | 2 | 1 | 11 | 8  | +3 | 11 |
| Бенфіка  | 6 | 2 | 2 | 2 | 10 | 10 | 0  | 8  |
| Бешікташ | 6 | 1 | 4 | 1 | 9  | 14 | −5 | 7  |
| Динамо   | 6 | 1 | 2 | 3 | 8  | 6  | +2 | 5  |

|          | БЕН | НАП | ДИН | БЕШ |
| -------- | --- | --- | --- | --- |
| Бенфіка  | —   | 1-2 | 1-0 | 1-1 |
| Наполі   | 4-2 | —   | 0-0 | 2-3 |
| Динамо   | 0-2 | 1-2 | —   | 6-0 |
| Бешікташ | 3-3 | 1-1 | 1-1 | —   |

### Група C
| Команда        | І | В | Н | П | ЗМ | ПМ | РМ  | О  |
| -------------- | - | - | - | - | -- | -- | --- | -- |
| Барселона      | 6 | 5 | 0 | 1 | 20 | 4  | +16 | 15 |
| Манчестер Сіті | 6 | 2 | 3 | 1 | 12 | 10 | +2  | 9  |
| Боруссія М     | 6 | 1 | 2 | 3 | 5  | 12 | −7  | 5  |
| Селтік         | 6 | 0 | 3 | 3 | 5  | 16 | −11 | 3  |

|                | БАР | МАН | БОР | СЕЛ |
| -------------- | --- | --- | --- | --- |
| Барселона      | —   | 4-0 | 4-0 | 7-0 |
| Манчестер Сіті | 3-1 | —   | 4-0 | 1-1 |
| Боруссія М     | 1-2 | 1-1 | —   | 1-1 |
| Селтік         | 0-2 | 3-3 | 0-2 | —   |

### Група D
| Команда   | І | В | Н | П | ЗМ | ПМ | РМ | О  |
| --------- | - | - | - | - | -- | -- | -- | -- |
| Атлетіко  | 6 | 5 | 0 | 1 | 7  | 2  | +5 | 15 |
| Баварія М | 6 | 4 | 0 | 2 | 14 | 6  | +8 | 12 |
| Ростов    | 6 | 1 | 2 | 3 | 6  | 12 | −6 | 5  |
| ПСВ       | 6 | 0 | 2 | 4 | 4  | 11 | −7 | 2  |

|           | БАВ | АТЛ | ПСВ | РОС |
| --------- | --- | --- | --- | --- |
| Баварія М | —   | 1-0 | 4-1 | 5-0 |
| Атлетіко  | 1-0 | —   | 2-0 | 2-1 |
| ПСВ       | 1-2 | 0-1 | —   | 0-0 |
| Ростов    | 3-2 | 0-1 | 2-2 | —   |

### Група E
| Команда           | І | В | Н | П | ЗМ | ПМ | РМ | О  |
| ----------------- | - | - | - | - | -- | -- | -- | -- |
| Монако            | 6 | 3 | 2 | 1 | 9  | 7  | +2 | 11 |
| Баєр 04           | 6 | 2 | 4 | 0 | 8  | 4  | +4 | 10 |
| Тоттенгем Готспур | 6 | 2 | 1 | 3 | 6  | 6  | 0  | 7  |
| ЦСКА              | 6 | 0 | 3 | 3 | 5  | 11 | −6 | 3  |

|                   | ЦСКА | БАЄР | ТОТ | МОН |
| ----------------- | ---- | ---- | --- | --- |
| ЦСКА              | —    | 1-1  | 0-1 | 1-1 |
| Баєр 04           | 2-2  | —    | 0-0 | 3-0 |
| Тоттенгем Готспур | 3-1  | 0-1  | —   | 1-2 |
| Монако            | 3-0  | 1-1  | 2-1 | —   |

### Група F
| Команда     | І | В | Н | П | ЗМ | ПМ | РМ  | О  |
| ----------- | - | - | - | - | -- | -- | --- | -- |
| Боруссія Д  | 6 | 4 | 2 | 0 | 21 | 9  | +12 | 14 |
| Реал Мадрид | 6 | 3 | 3 | 0 | 16 | 10 | +6  | 12 |
| Легія       | 6 | 1 | 1 | 4 | 9  | 24 | −15 | 4  |
| Спортінг Л  | 5 | 1 | 0 | 4 | 5  | 8  | −3  | 3  |

|             | РЕА | БОР | СПО | ЛЕГ |
| ----------- | --- | --- | --- | --- |
| Реал Мадрид | —   | 2-2 | 2-1 | 5-1 |
| Боруссія Д  | 2-2 | —   | 1-0 | 8-4 |
| Спортінг Л  | 1-2 | 1-2 | —   | 2-0 |
| Легія       | 3-3 | 0-6 | 1-0 | —   |

### Група G
| Команда     | І | В | Н | П | ЗМ | ПМ | РМ  | О  |
| ----------- | - | - | - | - | -- | -- | --- | -- |
| Лестер Сіті | 6 | 4 | 1 | 1 | 7  | 6  | +1  | 13 |
| Порту       | 6 | 3 | 2 | 1 | 9  | 3  | +6  | 11 |
| Копенгаген  | 6 | 2 | 3 | 1 | 7  | 2  | +5  | 9  |
| Брюгге      | 6 | 0 | 0 | 6 | 2  | 14 | −12 | 0  |

|             | ЛЕС | ПОР | БРЮ | КОП |
| ----------- | --- | --- | --- | --- |
| Лестер Сіті | —   | 1-0 | 2-1 | 1-0 |
| Порту       | 5-0 | —   | 1-0 | 1-1 |
| Брюгге      | 0-3 | 1-2 | —   | 0-2 |
| Копенгаген  | 0-0 | 0-0 | 4-0 | —   |

### Група H
| Команда | І | В | Н | П | ЗМ | ПМ | РМ  | О  |
| ------- | - | - | - | - | -- | -- | --- | -- |
| Ювентус | 6 | 4 | 2 | 0 | 11 | 2  | +9  | 14 |
| Севілья | 6 | 3 | 2 | 1 | 7  | 3  | +4  | 11 |
| Ліон    | 6 | 2 | 2 | 2 | 5  | 3  | +2  | 8  |
| Динамо  | 6 | 0 | 0 | 6 | 0  | 15 | −15 | 0  |

|         | ЮВЕ | СЕВ | ЛІО | ДИН |
| ------- | --- | --- | --- | --- |
| Ювентус | —   | 0-0 | 1-1 | 2-0 |
| Севілья | 1-3 | —   | 1-0 | 4-0 |
| Ліон    | 0-1 | 0-0 | —   | 3-0 |
| Динамо  | 0-4 | 0-1 | 0-1 | —   |

## Плей-оф
У плей-оф команди зіграють з суперниками по два матчі (вдома та на виїзді) в кожному раунді, крім фіналу (один матч). Жеребкування усіх раундів відбувалося за наступним принципом:
1/8 фіналуВісім команд, що посіли перше місце у групі будуть сіяні, вісім команд, що посіли друге місце у групі, будуть несіяні. Сіяні команди будуть грати з несіяними; несіяні команди перший матч гратимуть вдома, а сіяні гратимуть вдома другий матч. Команда не може грати проти команди з своєї групи або асоціації.
1/4 фіналуПоділ на сіяних і несіяних відсутній, команди з однієї групи чи асоціації можуть грати одна проти одної.

### 1/8 фіналу
Жеребкування відбулося 12 грудня 2016 року. Перші матчі відбулися 14-15 та 21-22 лютого, матчі-відповіді — 7-8 та 14-15 березня 2017 року.
| Команда 1        | Заг.    | Команда 2           | 1-й матч | 2-й матч |
| ---------------- | ------- | ------------------- | -------- | -------- |
| Манчестер Сіті   | 6:6 (ч) | Монако              | 5:3      | 1:3      |
| Реал Мадрид      | 6:2     | Наполі              | 3:1      | 3:1      |
| Бенфіка          | 1:4     | Боруссія (Дортмунд) | 1:0      | 0:4      |
| Баварія (Мюнхен) | 10:2    | Арсенал             | 5:1      | 5:1      |
| Порту            | 0:3     | Ювентус             | 0:2      | 0:1      |
| Баєр 04          | 2:4     | Атлетіко            | 2:4      | 0:0      |
| Парі Сен-Жермен  | 5:6     | Барселона           | 4:0      | 1:6      |
| Севілья          | 2:3     | Лестер Сіті         | 2:1      | 0:2      |

### 1/4 фіналу
Жеребкування відбулося 17 березня 2017 року. Перші матчі відбулися 11-12 квітня, матчі-відповіді — 18-19 квітня 2017 року.
| Команда 1           | Заг. | Команда 2   | 1-й матч | 2-й матч |
| ------------------- | ---- | ----------- | -------- | -------- |
| Атлетіко            | 2:1  | Лестер Сіті | 1:0      | 1:1      |
| Баварія (Мюнхен)    | 3:6  | Реал Мадрид | 1:2      | 2:4 (дч) |
| Боруссія (Дортмунд) | 3:6  | Монако      | 2:3      | 1:3      |
| Ювентус             | 3:0  | Барселона   | 3:0      | 0:0      |

### 1/2 фіналу
Жеребкування відбулося 21 квітня 2017 року. Перші матчі відбулися 2-3 травня, матчі-відповіді — 9-10 травня 2017 року.
| Команда 1   | Заг. | Команда 2 | 1-й матч | 2-й матч |
| ----------- | ---- | --------- | -------- | -------- |
| Реал Мадрид | 4:2  | Атлетіко  | 3:0      | 1:2      |
| Монако      | 1:4  | Ювентус   | 0:2      | 1:2      |

### Фінал
Фінал відбувся 3 червня на стадіоні «Мілленіум» у Кардіффі.
| 3 червня 2017 20:45 CEST |

| Ювентус       | 1 : 4           | Реал Мадрид                               |
| ------------- | --------------- | ----------------------------------------- |
| Манджукич 27' | Протокол(англ.) | Роналду 20', 64' Каземіро 61' Асенсіо 90' |

| Мілленіум, Кардіфф Глядачів: 65 842 Арбітр: Фелікс Брих (Німеччина) |

## Статистика

### Бомбардири
| Місце | Гравець              | Клуб            | Голи | ХВ   |
| ----- | -------------------- | --------------- | ---- | ---- |
| 1     | Кріштіану Роналду    | Реал Мадрид     | 12   | 1200 |
| 2     | Ліонель Мессі        | Барселона       | 11   | 810  |
| 3     | Едінсон Кавані       | Парі Сен-Жермен | 8    | 720  |
| 3     | Роберт Левандовський | Баварія М       | 8    | 794  |
| 5     | П'єр-Емерік Обамеянг | Боруссія Д      | 7    | 708  |
| 6     | Кіліан Мбаппе        | Монако          | 6    | 539  |
| 6     | Антуан Грізманн      | Атлетіко        | 6    | 1068 |
| 8     | Серхіо Агуеро        | Манчестер Сіті  | 5    | 541  |
| 8     | Дріс Мертенс         | Наполі          | 5    | 571  |
| 8     | Радамель Фалькао     | Монако          | 5    | 666  |
| 8     | Карім Бензема        | Реал Мадрид     | 5    | 954  |
| 8     | Гонсало Ігуаїн       | Ювентус         | 5    | 1039 |

### Збірна сезону
УЄФА оголосив список із 18-и гравців, що увійшли до символічної збірної турніру.
| Амп. | Гравець              | Клуб        |
| ---- | -------------------- | ----------- |
| ВР   | Джанлуїджі Буффон    | Ювентус     |
| ВР   | Ян Облак             | Атлетіко    |
| ЗХ   | Дієго Годін          | Атлетіко    |
| ЗХ   | Леонардо Бонуччі     | Ювентус     |
| ЗХ   | Даніель Карвахаль    | Реал Мадрид |
| ЗХ   | Серхіо Рамос         | Реал Мадрид |
| ЗХ   | Марсело Вієйра       | Реал Мадрид |
| ПЗ   | Каземіро             | Реал Мадрид |
| ПЗ   | Тоні Кроос           | Реал Мадрид |
| ПЗ   | Лука Модрич          | Реал Мадрид |
| ПЗ   | Іско                 | Реал Мадрид |
| ПЗ   | Міралем П'янич       | Ювентус     |
| ПЗ   | Тьємуе Бакайоко      | Монако      |
| НП   | Антуан Грізманн      | Атлетіко    |
| НП   | Ліонель Мессі        | Барселона   |
| НП   | Кріштіану Роналду    | Реал Мадрид |
| НП   | Роберт Левандовський | Баварія     |
| НП   | Кіліан Мбаппе        | Монако      |